# Marian Alma

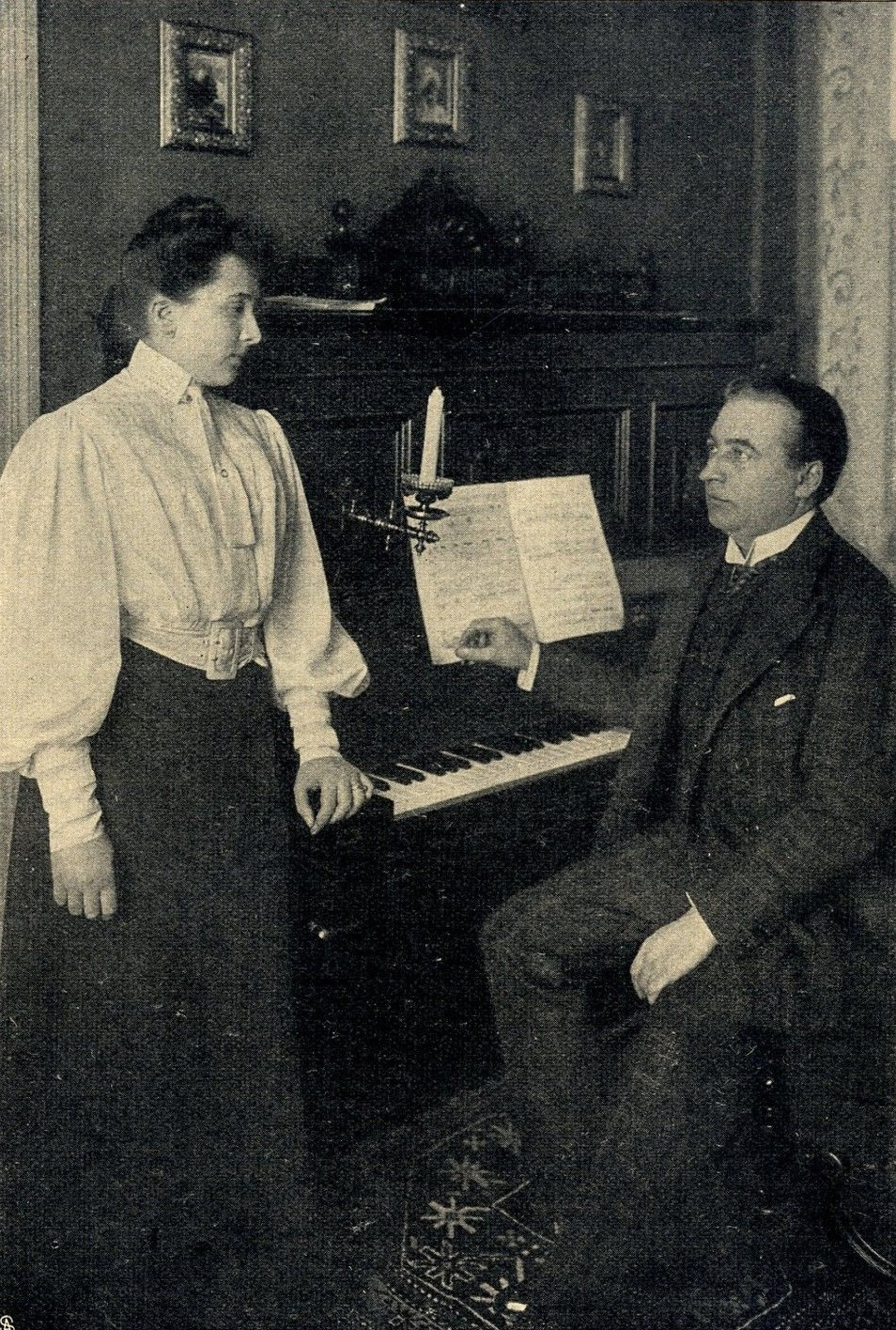
Marian Alma mit seiner Tochter (1907)

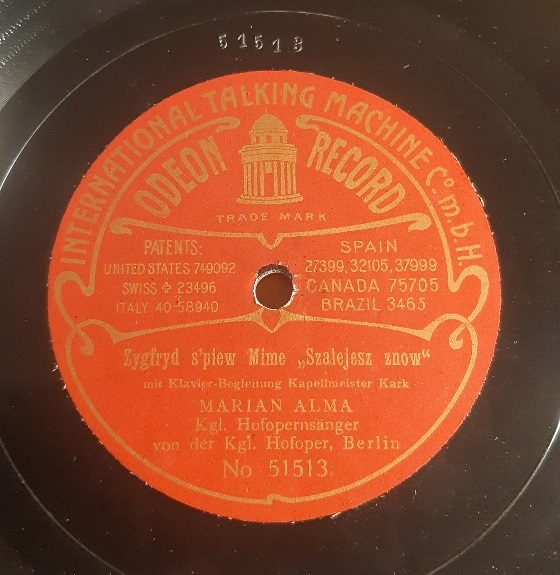
Schallplatte von Marian Alma (Berlin 1906)

Marian Alma, auch Marion Alma, Künstlername Manoli (* 3. November 1860 in Zaleszczyki; † 6. Dezember 1937 in Berlin) war ein polnischer Opernsänger (Tenor), Theater- und Filmschauspieler.

## Leben
Alma sollte Techniker werden, entschloss sich aber wegen seiner Vorliebe für das Theater, Sänger zu werden. Er debütierte am 1. Oktober 1878 als „Lorenzo“ in „Fra Diavolo“ am Nationaltheater Lemberg. Er wurde zwar engagiert, merkte aber, dass er eine Ausbildung seiner Stimme benötigte. Daher ließ er diese von dem polnischen Bassisten Walery Wysocki ausbilden. In Lemberg blieb er bis zum 1. Februar 1885, erlernte aber bereits seit zwei Jahren die deutsche Sprache. Am 25. November 1884 debütierte er in deutscher Sprache unter dem Künstlernamen „Manoli“ im Faust in Olmütz. Sein weiterer Auftritt am 26. Februar 1885, ebenfalls in Olmütz, im Maskenball als „Richard“ erregte solches Aufsehen, dass man ihm sofort ein Engagement am Hofoperntheater in Wien anbot. Zuerst aber ging er von 1885 bis 1887 nach Mainz zur weiteren Ausbildung seiner Stimme. 1887 bis 1888 sang er am Hofoperntheater Wien, blieb dort aber nur für ein Jahr. 1888 bis 1889 war er am Hofoperntheater Berlin. Es folgten 1890 bis 1893 Düsseldorf, 1894 Breslau und 1895 Magdeburg. 1896 kehrte er nach Berlin zurück. Dort verblieb er bis mindestens 1904. Über sein Leben zwischen 1904 und 1919 ist nichts bekannt, er taucht erst wieder als Stummfilmschauspieler 1912 auf. Seine Tochter Helene war ebenfalls Sängerin und trat in Berlin um 1910 auf.
Marian Alma gehört zu den Pionieren der Schallaufzeichnung und hat seine Stimme vermutlich schon in den späten 1890er Jahren von Walzenproduzenten aufnehmen lassen. Überliefert sind Walzen-Aufnahmen für die Firmen Lieban (Berlin 1901), International (Berlin 1901), Edison (Berlin 1901 und 1904), Columbia (Berlin 1903), Adler Phonograph (Berlin 1905), Pathé-Atlas (Berlin 1905) und Elektra (Berlin 1906). Ab 1901 entstanden zahlreiche Schallplattenaufnahmen für Berliner/G&T (Berlin 1901-02), Zon-O-Phone (Berlin 1901), Columbia (Berlin 1903), Favorite (Berlin 1904-05), Odeon (Berlin 1905-07), Lyrophon (Berlin 1905-06), Homophon (Berlin 1905-06), Jumbo (Berlin 1907) und Kalliope (vermutlich Leipzig 1908).

## Filmografie
- 1912: Jugendstürme
- 1919: Am Kreuzweg der Leidenschaften
- 1919: Margot de Plaisance
- 1920: Frauenliebe. Mosaik, aus drei Steinbildern zusammengesetzt
- 1920: Der unsichtbare Dieb
- 1920: Welt ohne Krieg
- 1921: Die Hafenlore (2 Teile)
- 1921: Memoiren eines Kammerdieners. 1. Martin, der Findling
- 1921: Memoiren eines Kammerdieners. 2. Basquines Vergeltung
- 1921: Ratten der Großstadt, 1. Teil: Die geheimnisvolle Nacht
- 1922: Die Königin von Whitechapel
- 1923: Quarantäne
- 1925: Von Stufe zu Stufe
- 1925: Ich liebe Dich
- 1925: Die Frau mit dem schlechten Ruf
- 1926: Der Student von Prag
- 1926: Herbstmanöver
- 1927: Meine Tante – Deine Tante
- 1929: Mutterliebe